# بيلي لنغة (أملش الجنوبي)
بیلي لنغة (بالفارسية: بیلی لنگه) هي قرية تقع في إيران في غيلان. يقدر عدد سكانها بـ 32 نسمة بحسب إحصاء 2016.